# 老林
在英國作家托爾金奇幻小說的中土大陸裡，老林（英語：Old Forest）是位於夏爾以東、雄鹿地內的林地。
在第二紀元開始前，伊利雅德的大部分地區都被森林覆蓋，該巨大的森林甚至伸展到法貢森林，但這巨大森林在後來迅速萎縮，老林是其中一個殘存的部分。

## 地理歷史
老林以古墓崗為東界、高籬為西界，雄鹿地的哈比人開闢林地以建屋，又在那裡築起巨大的籬笆，故該地稱為高籬。
老林是夏爾哈比人所了解的世界的邊界:24。哈比人認為老林裡的某些樹林是「清醒」的，並且具有惡意，樹木無風自擺，在夜間會竊竊私語，並會引導旅者深入樹林。當樹木長得太接近籬笆，哈比人會砍掉那些生得太近的樹林，並放火清理。這使老林的樹林更懷敵意。老林的深處是柳蘇河河谷，那裡是一處黑暗而邪惡的地帶，正是老林怨氣沖天的源頭。
接近魔戒聖戰時期，哈比人佛羅多·巴金斯、山姆·詹吉、梅里雅達克·烈酒鹿及皮瑞格林·圖克為了逃避戒靈而取道老林。《魔戒首部曲：魔戒再現》的一節「老林」有詳細描述，據這一節所述，老林的樹林曾將自己移植到籬笆附近，然後壓過去，以便襲擊居民。哈比人在籬笆外砍掉樹林，並放起大火，燒出一條長長的空地，被稱為篝火草原，自此老林內的樹木更不友善。
在老林的東南邊界、柳蘇河河堤上正是湯姆·龐巴迪的家園，梅里和皮聘中了老柳頭的陷阱，就是被湯姆·龐巴姆救起。

## 靈感
英國伯明翰的莫斯利沼澤地可能為托爾金作品裡老林的靈感來源。

## 改編描述
老林沒有在《魔戒》的電影改編裡顯現，不論是電影還是動畫。電子遊戲《魔戒首部曲：魔戒現身》顯現了老林這一場景，但卻多了一點幽暗密林的元素，遊戲裡的老林棲身著一些巨型蜘蛛，這可能是為了把它造得更像動作遊戲，托爾金從沒有說明老林內的蜘蛛。魔苟斯所創造的邪惡生物沒有沾指老林，牠們進入了幽暗密林，並使幽暗密林變得昏暗，幽暗密林並沒有會移動的樹木棲息。